# Ngô Thụy Miên
Ngô Quang Bình (sinh ngày 26 tháng 9 năm 1948), nghệ danh là Ngô Thụy Miên, là một nhạc sĩ Việt Nam từ trước năm 1975.

## Tiểu sử
Nhạc sĩ Ngô Thụy Miên sinh ngày 26 tháng 9 năm 1948 tại Hải Phòng, và là con thứ hai trong một gia đình 7 người con. Ông lớn lên trong môi trường sách vở và thơ văn, do gia đình ông có mở một nhà sách tên Thanh Bình ở Hải Phòng, và sau này ở trên đường Phan Đình Phùng (nay là đường Nguyễn Đình Chiểu) khi vào định cư ở Sài Gòn. Tại đây, ông học trường Trung học Nguyễn Trãi và sau đó là Trường Đại học Khoa học Sài Gòn.
Trong thập niên 1960, Ngô Thụy Miên có theo học vĩ cầm với Giáo sư Đỗ Thế Phiệt, và nhạc pháp với Giáo sư Hùng Lân tại Trường Quốc gia Âm nhạc Sài Gòn. Thời gian học ở đây, ông quen biết với Đoàn Thanh Vân (con gái của diễn viên Đoàn Châu Mậu), và hai người đã có một mối tình.
Từ năm 1970 đến 1975, Ngô Thụy Miên làm kiểm soát viên không lưu tại sân bay Tân Sơn Nhất. Cũng khoảng thời gian đó, ông là Trưởng ban nhạc Luân Phiên tại Đài phát thanh Quân đội.
Năm 1963, ông bắt đầu viết nhạc. Tình khúc đầu tiên mà ông sáng tác là bài "Chiều nay không có em" hoàn tất vào tháng 2 năm 1965, được giới sinh viên học sinh lúc bấy giờ hưởng ứng rất nồng nhiệt.
Vài năm sau, ông cho xuất bản một tập nhạc đầu tay lấy tựa "Tình khúc Đông Quân" (Đông Quân chính là bút hiệu đầu đời của ông trước khi đổi qua bút hiệu Ngô Thụy Miên bây giờ) in ronéo phát hành tại Sài Gòn năm 1969. Trong đó có nhiều bài đáng chú ý như: "Giáng ngọc", "Mùa thu này cho em" (sau đổi là "Mùa thu cho em"), "Gọi nắng" (sau đổi là "Giọt nắng hồng"), "Dấu vết tình yêu" (sau đổi là "Dấu tình sầu"), "Cho những mùa thu" (sau đổi là "Thu trong mắt em"), "Tình khúc tháng 6", "Mùa thu về trong mắt em" (sau đổi là "Mắt thu") và "Ngày mai em đi"... Tiếp theo, Ngô Thụy Miên có những nhạc phẩm phổ từ thơ của nhà thơ Nguyên Sa như: "Áo lụa Hà Đông", "Paris có gì lạ không em", "Tuổi 13"...
Năm 1974, Ngô Thụy Miên thực hiện băng nhạc đầu tay Tình Ca Ngô Thụy Miên gồm 17 tình khúc đã được viết trong khoảng thời gian 1965 – 1972. Với sự góp mặt của các ca sĩ và nhạc sĩ như Khánh Ly, Duy Trác, Thái Thanh, Lệ Thu, Thanh Lan, Duy Quang,...
Sau ngày 30 tháng 4 năm 1975, ông vượt biên đến tị nạn tại đảo Pulau Bidong của Malaysia, và chính thức ra mắt một sáng tác viết từ năm 1975 là bài "Em còn nhớ mùa xuân" gởi tặng riêng cho người yêu của ông là Đoàn Thanh Vân. Sau 6 tháng ở trại tị nạn, nhạc sĩ được nước thứ ba bảo lãnh cho sang Montréal (Canada) vào tháng 4 năm 1979.
Từ San Diego (Hoa Kỳ), Đoàn Thanh Vân được tin người yêu đã đến được Canada, đã bay sang nối kết lại cuộc tình đã bị dở dang vì thời cuộc. Cùng năm 1979, cả hai qua sống tại San Diego rồi dời lên Quận Cam, California. Qua năm 1980, Ngô Thụy Miên bắt đầu đi làm về ngành điện toán cho trường UCLA, tại thành phố Olympia thuộc tiểu bang Washington.
Trong thập niên 1990, nhạc sĩ tiếp tục sáng tác với những ca khúc mới như "Cần thiết", "Em về mùa thu", "Trong nỗi nhớ muộn màng",… và nhất là Riêng một góc trời (1996). Năm 2000, nhạc phẩm "Mưa trên cuộc tình tôi" của ông được khán thính giả đón nhận một cách đặc biệt.
Tổng cộng đến nay, nhạc sĩ Ngô Thụy Miên đã sáng tác được trên 70 ca khúc, với khoảng 20 bài từ trong nước. Theo đánh giá của nhiều người, thì Ngô Thụy Miên chính là "một nhạc sĩ tài hoa đích thực"...
Trung tâm Thúy Nga từng thực hiện chương trình vinh danh và những sáng tác của ông:
- Paris By Night 21 - Tình Ca Ngô Thụy Miên
- Paris By Night 66 - Người Tình Và Quê Hương (cùng với hai nhạc sĩ Trần Trịnh và Nhật Ngân)

Nói về việc bén duyên với các bản tình ca, nhạc sĩ Ngô Thuỵ Miên cho biết:
"Với tôi, chiến tranh chỉ là giai đoạn. Tình yêu mới là vĩnh cửu. Từ khi bắt đầu viết nhạc, tôi đã chọn cho mình một hướng đi, đó là tình ca. Và trước tôi cũng như sau tôi đã có nhiều nhạc sĩ viết về chiến tranh, về quê hương, về thân phận… Tất cả chúng tôi đều đóng góp cho nền âm nhạc Việt Nam, mỗi người một khuynh hướng khác nhau. Tôi chỉ xin được nhớ đến như một người viết Tình Ca không hơn không kém.
Tôi không viết nhạc để sống, mà tôi sống để viết nhạc… Nếu đời hay người đời chia sẻ được với tôi thì đó là một niềm vui".

## Sáng tác
- Ái xuân
- Áo lụa Hà Đông (thơ Nguyên Sa)
- Bản tình cuối
- Bài tình ca cho em
- Biết bao giờ trở lại
- Biển và em
- Bốn mùa quạnh hiu
- Cần thiết (thơ Nguyên Sa)[a]
- Chiều nay không có em
- Chiều qua công viên
- Chiều xuống Paris
- Dấu tình sầu
- Dấu vết tình yêu
- Dốc mơ
- Em còn nhớ mùa xuân
- Em về mùa thu
- Giáng ngọc
- Giã từ em Cali
- Giọt buồn mùa đông
- Giọt nắng hồng
- Giọt nước mắt ngà
- Gọi tên anh
- Mắt biếc
- Mắt thu
- Mây bốn phương trời
- Miên khúc
- Một cõi tình phai
- Một đời quên lãng
- Mùa thu cho em
- Mùa thu xa em
- Nắng Paris, nắng Sài Gòn
- Người em sáng trong cô độc (thơ Nguyên Sa)
- Ngày mai em đi (1972)
- Niệm khúc cuối
- Nỗi đau muộn màng
- Nỗi đau từ đấy
- Ở nơi nào em còn nhớ
- Paris (thơ Nguyên Sa)
- Paris có gì lạ không em (thơ Nguyên Sa)
- Qua vùng biển nhớ
- Riêng một góc trời
- Tháng giêng và anh
- Tháng sáu trời mưa (thơ Nguyên Sa)[b]
- Thu khóc trên ngàn
- Thu Sài Gòn
- Thu trong mắt em
- Tình cuối chân mây
- Tình khúc buồn
- Tình khúc mùa xuân
- Tình khúc tháng sáu
- Trong nỗi nhớ muộn màng
- Từ giọng hát em
- Tuổi mười ba (thơ Nguyên Sa)
- Tóc xưa (thơ Dương Văn Thiệt)
- Về soi bóng mình (thơ Hoài Linh Phương)